# 生き埋め恐怖症
生き埋め恐怖症（いきうめきょうふしょう、英語: taphophobia）とは、生き埋めになることを恐れる恐怖症の一種。
死恐怖症（Thanatophobia）、墓石恐怖症（Placophobia）、墓地恐怖症（Coimetrophobia）、閉所恐怖症（Claustrophobia）などとも関連があるとされる。

## 症状
息苦しさ、心拍数の上昇、動悸、息切れ、目眩、体の震え、汗をかくなど。
回避行動が起こる場合もある。
また、外出恐怖を引き起こしやすい。例えば、地下や洞窟などの閉ざされた空間や、図書館などの逃げ場のない空間、生き埋めを連想させるため墓地などに参拝することを拒む人もいる。
泣いたり、叫んだり、逃げたくなったりするなどのように強烈な不安や恐れを抱くなど、パニック発作に類似する。

## 治療
曝露および恐怖の軽減技術を用いた認知行動療法で緩和されうる。
多くの場合、抗不安薬または抗うつ薬は有用であることが証明されている。

## 名称の由来
ギリシャ語のτάφος（ラテン語表記:taphos）とは「墓」を意味し、φόβος （phobos）とは「恐怖」を意味する。

## 古代の生き埋め恐怖症
医療技術が発達していなかった古代には、実際には生きている患者が土葬されてしまうことがあった。
仮死状態などに陥ったことが原因で「死亡した」とされた人が、生きながらに埋葬されてしまうということは、検死技術が未発達であった時代には少なからず発生していたと考えられる。
「棺桶を内側から開けようとした形跡のある埋葬遺体」の目撃談が世界各地に数多く残っている。
18世紀のヨーロッパでは、このような悲劇を防ぐために、内側から外部に救助を求めることが可能な棺桶である安全棺が発明され、1世紀ほどの間、実用された。また、現代にも形は違えど存在する。

## 現代の生き埋め恐怖症
一方で、現代では古代のような理由で生き埋めになることはほぼなくなったが、地震や雪崩、土砂崩れなどの災害の際に生き埋めになることが考えられる。この場合の生き埋め恐怖症は地震恐怖症とも関連がある。
また、東大阪集団暴行殺人事件などの犯罪および建物や炭坑の崩落事故などの人災によっても、生き埋めになる危険性がある。